# Gonzalo Caballero Míguez
Gonzalo Caballero Míguez (Puenteareas, 9 de enero de 1975) es un político, profesor e investigador español. Doctor en Economía y en Ciencia Política es Profesor titular del Departamento de Economía Aplicada de la Universidad de Vigo, fue, desde octubre de 2017 a octubre de 2021, secretario general del Partido Socialista de Galicia.
Caballero es especialista en economía política y análisis institucional, y un autor de referencia sobre nuevo institucionalismo en España.[cita requerida]

## Biografía
Caballero se licenció en Ciencias Económicas y Empresariales en la Universidad de Vigo. Se le otorgó el Premio Extraordinario de Fin de Carrera al primero de promoción, por tener el mejor expediente académico de su promoción. Se doctoró en economía cum laude en la Universidad de Vigo. También es doctor en Ciencia Política cum laude y Premio Extraordinario por la Universidad de Santiago de Compostela.
Profesor titular de Economía Aplicada en la Universidad de Vigo, Fue Visiting Scholar en Washington University in St. Louis, en el grupo de trabajo del profesor Douglass North (premio Nobel de Economía) y también fue investigador visitante en el Centro de Estudios Avanzados en Ciencias Sociales del Instituto Juan March,  la Universidad de California en Santa Bárbara y la Universidad de California en Berkeley, en el grupo del profesor Oliver Williamson, premio Nobel de Economía.
Ha sido profesor visitante en la Universidad Comenius de Bratislava, en la Universidad Carolina de Praga, en la Universidad de Valencia, en la Universidad de Roma III, en la Universidad de Granada y en la Tallinn University of Technology.
Ha publicado varios libros en editoriales españolas y extranjeras sobre economía y política y ha participado regularmente en conferencias internacionales y nacionales. Sus publicaciones en libros, revistas científicas y capítulos en obras colectivas han superado el centenar y alguna de sus publicaciones constituyen referencias internacionales con alto impacto en el ámbito del estudio de las instituciones y el cambio institucional. 
En el ámbito político, fue concejal en el ayuntamiento de Vigo, diputado en el Parlamento de Galicia y Portavoz del Grupo Parlamentario Socialista en el Parlamento de Galicia. Actualmente es portavoz de Economía y Universidades de los socialistas en el Parlamento gallego.
Ha sido colaborador con artículos de opinión en diversos periódicos, y durante seis años participó como analista político y económico en el programa  Vía V de V Televisión, la cadena del grupo Voz de Galicia.
Ha sido profesor en la Universidad de Vigo de materias como política económica, sector público o economía internacional y española, y es miembro del grupo de investigación en Economía de los Recursos Naturales y Pesqueros de la misma Universidad. Director de varias tesis doctorales, fue miembro del equipo decanal de la facultad de ciencias económicas y empresariales de la Universidad de Vigo durante varios mandatos. También fue profesor en el International MBA del Instituto de Empresa, donde fue distinguido por el alumnado con una mención especial por el alto nivel de su calidad docente.
Fue secretario general del PSdeG-PSOE entre 2017 y 2021, miembro del Comité Federal y del Consejo de Política Federal del PSOE.
Elecciones al Parlamento de Galicia de 2020
Durante los cuatro años en que Gonzalo Caballero fue secretario general del PSdeG-PSOE hubo elecciones generales, municipales, europeas y autonómicas en Galicia. 
En las generales de abril de 2019 los socialistas ganaron al PP unas elecciones por primera vez en la historia, siendo un hito destacado en la historia electoral de la autonomía. Cuando esas elecciones se repitieron en noviembre del mismo año, el PP empató con el PSdeG obteniendo ambos 10 diputados.
En las elecciones municipales de 2019, el PSdeG obtuvo su mayor nivel de poder institucional: 1181 concejales y 111 alcaldías, consiguiendo las alcaldías de las ciudades de Vigo, Santiago, Coruña, Lugo y Ferrol, cogobernando en Pontevedra y siendo la lista más votada en Ourense, además de las diputaciones provinciales de Pontevedra, Lugo y Coruña. Ese mismo día hubo elecciones europeas en las que los socialistas fueron de nuevo la fuerza más votada en Galicia.
En 2020 el presidente de la Junta, Alberto Núñez Feijóo convocó elecciones autonómicas adelantadas pero hubo que posponerlas porque en la precampaña se desató la pandemia del Covid. Las elecciones se celebraron el 12 de julio de 2020.
Gonzalo Caballero se presentó como el candidato del PSdeG a las elecciones autonómicas gallegas de 2020. Aspiraba a convertirse en el tercer socialista presidente de la Junta de Galicia y desbancar a Alberto Núñez Feijóo como presidente gallego.
El PSdeG consiguió un 19,39% de los votos emitidos, aumentando un 1,5% con respecto a las elecciones autonómicas de 2016 obteniendo así los mismos escaños que en 2016. Feijóo revalidó su mayoría absoluta.

### Familia
Gonzalo Caballero es sobrino de Abel Caballero, alcalde de Vigo.

## Obras
Obras académicas publicadas:
- Norman Schofield y Gonzalo Caballero (Eds.), ed. (2011). Political Economy of Institutions, Democracy and Voting. Heidelberg: Springer.[3]
- CABALLERO, G. y M. D. GARZA (2010) (eds): La Gran Recesión. Perspectivas globales y regionales. Editorial Netbiblo.
- CABALLERO, G. (2011): Reformas institucionales de la Gobernanza económica internacional en tiempos de cambio: Debate de ideas, política económica e instituciones. Estudios de Progreso. Fundación Alternativas. Madrid.
- SCHOFIELD, N. y G. CABALLERO (eds) (2011): Political Economy of Institutions, Democracy and Voting. Springer.
- SCHOFIELD, N., CABALLERO, G. y D. KSELKMAN (2013): Advances in Political Economy. Institutions, Modelling and Empirical Analysis. Springer.
- ARIAS, X. C. y G. CABALLERO (eds) (2013): Nuevo Institucionalismo: Gobernanza, Economía y Políticas Públicas. Madrid: CIS.
- TOBOSO, F. y G. CABALLERO (eds) (2015): Democracia y políticas económicas. Elaboración, negociación y opciones. Síntesis. Madrid.
- SCHOFIELD, N. y G. CABALLERO (eds) (2015): The Political Economy of Governance: Institutions, Political Performance and Elections. Springer.
- SCHOFIELD y G. CABALLERO (eds) (2017): State, Institutions and Democracy: Contributions of Political Economy. Springer. New York.

PUBLICACIONES EN REVISTAS (selección desde 2008):
- ÁLVAREZ-DIAZ M. y G. CABALLERO (2008): “The quality of institutions: a genetic programming approach”, Economic Modelling, Vol. 25, pp. 161-169.
- CABALLERO, G. (2008): “El cambio institucional de la economía española del franquismo a la democracia: un análisis histórico institucional”, Política y Gobierno, V. XV, Núm. 2, pp. 353-402.
- CABALLERO, G.; GARZA, M. D. y M. M. VARELA (2008): “Institutions and Management of Fishing Resources: The governance of the Galician model”, Ocean & Coastal Management, Vol. 51, N. 8-9, pp. 625-631.
- CABALLERO, G. y A. GALLO (2008): “Las dinámicas institucionales del éxito y del fracaso económico: Un análisis institucional histórico y comparativo de España y Argentina (1950-2000)”, Revista de Economía Mundial, N. 20, pp. 99-137.
- CABALLERO, G. (2009): “Hacia una teoría de la dinámica institucional de los federalismos. Apuntes teóricos”, Revista Española de Investigaciones Sociológicas, N. 125, pp. 131-146.
- KINGSTON, C. y G. CABALLERO (2009): “Comparing theories of institutional change”, Journal of Institutional Economics, 5 (2), 151-180.
- GARZA, M. D.; VARELA, M. M. y G. CABALLERO (2009): “Price and production trends in the marine fish aquaculture in Spain”, Aquaculture Research, N. 40, pp. 274- 281.
- CABALLERO, G.; GARZA, M. D. y M. VARELA (2009): “The institutional foundations of economic performance of mussel production: The Spanish case of the Galician floating raft culture”, Marine Policy, Vol. 33, pp. 288-296.
- ÁLVAREZ-DÍAZ, M.; CABALLERO, G. y M. SOLIÑO (2011): “The institutional determinants of CO2 Emissions: A computational modelling approach using Artificial Neural Networks and Genetic Programming”, Environmetrics, Vol. 22 (1), pp. 42-49.
- GARZA, M. D.; VARELA, M.; CABALLERO, G. y M. ÁLVAREZ-DÍAZ (2011): “Analysing the profitability of the Spanish fleet after the anchovy moratorium using bootstrap techniques”, Ecological Economics, Vol. 70 (6), pp. 1154-1161.
- CABALLERO, G., GARZA, M. D. y M. M. VARELA (2012): “Legal Change, Property Rights System and Institutional Stability: The case of the floating raft culture in the Galician mussel sector”, Ocean & Coastal Management, Vol. 55 (January 2012), pp. 84-93.
- CABALLERO, G., VARELA, M. y M. D. GARZA (2014): “Institutional change, fishing rights and governance mechanisms: The dynamics of the Spanish 300 fleet on the Grand Sole fishing grounds”, Marine Policy, 44, 465-472.
- CABALLERO (2014): “Dinámica institucional, Gran Recesión y descontento político en la sociedad española: Un análisis institucional”, CLAD Reforma y Democracia, N. 59, pp. 153-186. 3
- CABALLERO, G. (2015): “Community-based forest management institutions in the Galician communal forests: A New Institutional Approach”, Forest Policy and Economics, N. 50, pp. 347- 356.
- CABALLERO, G. y R. FERNÁNDEZ (2015): “Institutional Analysis, Allocation of Liabilities and Third-Party Enforcement via Courts: The Case of the Prestige Oil Spill”, Marine Policy, Vol. 55, pp. 90-101.
- ÁLVAREZ, M.; G. CABALLERO, B. MANZANO y J. M. MARTIN (2015): “Assessment of political situation over the business cycle in Spain: A time-series analysis”, Hacienda Pública Española / Review of Public Economics, 213-(2/2015): 41-62.
- CABALLERO, G. and D. SOTO (2015): “The diversity and rapprochement of theories of institutional change: Original institutionalism and new institutional economics”, Journal of Economic Issues, Vol. 49 (4).
- SQUIRES, D., MAUNDER, … M., CABALLERO, G. et al. (2017): “Effort rights-based management”, Fish and Fisheries, DOI: 10.1111/faf.12185
- CABALLERO, G. y D. SOTO (2017): “Environmental Crime and Judicial Rectification on the Prestige oil spill: The polluter pays”, Marine Policy, 84(October): 213-219.
- SOTO, G. y D. SOTO (2017): “Oil spills, governance and institutional performance: The 1992 regime of liability and compensation for oil pollution damage”, Journal of Cleaner Production, V. 166, pp. 299-311.
- CABALLERO, G. and M. ÁLVAREZ-DÍAZ (2018): “The procyclicality of political trust in Spain”, Panoeconomicus, Vol. 65, Issue 1, pp. 21-36.

PUBLICACIONES EN OBRAS COLECTIVAS (selección):
- ARIAS, X. C. y G. CABALLERO (2006): “El retorno de las instituciones y la teoría de la política económica”, pp. 1-23, en ESTEBAN, M. y F. SERRANO (Eds): La política económica en tiempos de incertidumbre. Editorial Netbiblo.
- CABALLERO, G. (2009): “Os fundamentos institucionais da gobernanza económica de Galicia na etapa democrática”, pp. 16-63, en Galicia. Economía, Hércules de Ediciones. La Coruña.
- CABALLERO, G. (2011): “Institutional Foundations, Committee System and Amateur Legislators in the Governance of the Spanish Congress: An Institutional Comparative Perspective (USA, Argentina, Spain)”, pp. 157-184, in SCHOFIELD, N. y G. CABALLERO (eds) (2011): Political Economy of Institutions, Democracy and Voting. Springer.
- ARIAS, X. C. y G. CABALLERO (2012): “La economía española y la retórica de las reformas”, pp. 31-59, en GONZÁLEZ FAJARDO, F, BENÍTEZ ROCHEL J.J. y S, PÉREZ (coord.): Propuestas de Política Económica ante los desafíos actuales. Editorial Delta. 4
- CABALLERO, G. (2012): “Instituciones, economía política y gobernanza: enfoques ostromianos”, pp. 125-147, en GONZÁLEZ FAJARDO, F, BENÍTEZ ROCHEL J.J. y S, PÉREZ (coord.): Propuestas de Política Económica ante los desafíos actuales. Editorial Delta.
- CABALLERO, G. y X. C. ARIAS (2013): “Transaction Cost Politics in the map of the New Institutionalism”, pp. 3-31, en SCHOFIELD, N., CABALLERO G. y D. KSELMAN (eds): Advances in Political Economy: Institutions, Modeling and Empirical Analysis. Springer.
- CABALLERO, G. y X. C. ARIAS (2013): “De la Nueva Economía Institucional al análisis institucional moderno en las ciencias sociales”, en ARIAS, X. C. y G. CABALLERO (eds) (2013): Nuevo Institucionalismo: Gobernanza, Economía y Políticas Públicas. Colección Academia. CIS. Madrid.
- CABALLERO, G., y D. SOTO (2013): “Nueva Sociología Económica y Nuevo Institucionalismo en Sociología: Enfoques Contemporáneos”, en ARIAS, X. C. y G. CABALLERO (eds) (2013): Nuevo Institucionalismo: Gobernanza, Economía y Políticas Públicas. Colección Academia. CIS. Madrid.
- CABALLERO, G. y M. ÁLVAREZ-DÍAZ (2015): “Institutional Change in Spain from Francoism to Democracy: The Effects of the Great Recession”, en SCHOFIELD, N. y G. CABALLERO (eds) (2015): The Political Economy of Governance: Institutions, Political Performance and Elections. Springer.
- TOBOSO, F. y G. CABALLERO (2015): “El estudio de los procesos de decisión políticoeconómica en perspectiva”, en TOBOSO F., y G. CABALLERO: Democracia y políticas económicas. Elaboración, negociación y opciones. Síntesis. Madrid.
- CABALLERO, G y I. URQUIZU (2015): “Agentes políticos en la formación de políticas económicas democráticas”, en TOBOSO F. y G. CABALLERO: Democracia y políticas económicas. Elaboración, negociación y opciones. Síntesis. Madrid.
- CABALLERO, G., VARELA, M. y M. D. GARZA (2016): “From effort-control to an ITQ system in the Grand Sole Fishing Grounds: Evolution and new evidence from a case-study”, pp. 123-134, FAO Technical Paper, Chapter 8, en SQUIRES, D., M. Maunder, N. Vestergaard, V. Restrepo, R. Metzner, S.Herrick, R. Hannesson, I. del Valle, and P. Anderson (editors): Effort Rights in Fisheries Management: General Principles and Case Studies from Around the World. FAO Fisheries and Aquaculture Proceedings P34. Rome: Food and Agriculture Organization of the United Nations.
- ÁLVAREZ-DÍAZ, M., FERNÁNDEZ, R. y G. CABALLERO (2017): “Institutional change, specific investments and photovoltaic power plants: The energy policy of solar farms in Spain”, en SCHOFIELD, N. y G. CABALLERO (eds) (2017): State, Institutions and Democracy: Contributions of Political Economy. Springer. New York. 5
- ARIAS, X. C. y G. CABALLERO (2017): “La construcción de la Eurozona: el fallo institucional”, en Mancha (ed): Política Económica, Economía Regional y Servicios, pp. 809-829. Editorial Civitas-Thomson Reuters.